# 미켈 푈스고르
미켈 보 푈스고르(덴마크어: Mikkel Boe Følsgaard, 1984년 5월 1일 ~ )는 덴마크의 배우이다. 니콜라이 아르셀 감독의 영화 《로얄 어페어》(2012)에서 크리스티안 7세 역으로 출연했다.